# Khiêu dâm trẻ em
Khiêu dâm trẻ em là nội dung khiêu dâm khai thác trẻ em để kích thích tình dục. Nó có thể được sản xuất với trẻ em tham gia trực tiếp hoặc tấn công tình dục một đứa trẻ (còn được gọi là hình ảnh lạm dụng tình dục trẻ em) hoặc nó có thể là khiêu dâm trẻ em được mô phỏng. Lạm dụng trẻ em xảy ra trong các hoạt động tình dục hoặc các hành vi phô diễn các bộ phận sinh dục hoặc khu vực xương mu được ghi lại trong quá trình sản xuất nội dung khiêu dâm trẻ em. Nội dung khiêu dâm trẻ em có thể sử dụng nhiều loại phương tiện, bao gồm các tác phẩm văn học, tạp chí, ảnh, tác phẩm điêu khắc, tranh vẽ, phim hoạt hình,, ghi âm, phim, video, và trò chơi điện tử.
Các luật liên quan đến nội dung khiêu dâm trẻ em thường bao gồm các hình ảnh tình dục liên quan đến trẻ vị thành niên, tuổi dậy thì hoặc trẻ vị thành niên sau tuổi dậy thì và hình ảnh do máy tính tạo ra có liên quan đến chúng. Hầu hết những người sở hữu nội dung khiêu dâm trẻ em bị bắt được tìm thấy có hình ảnh của trẻ em trẻ sơ sinh; những người sở hữu hình ảnh khiêu dâm của trẻ vị thành niên sau tuổi dậy thì ít có khả năng bị truy tố, mặc dù những hình ảnh đó cũng nằm trong các đạo luật.